# Il·luminació
|  | No s'ha de confondre amb Il·luminació (fotometria) o Il·luminació (pintura). |

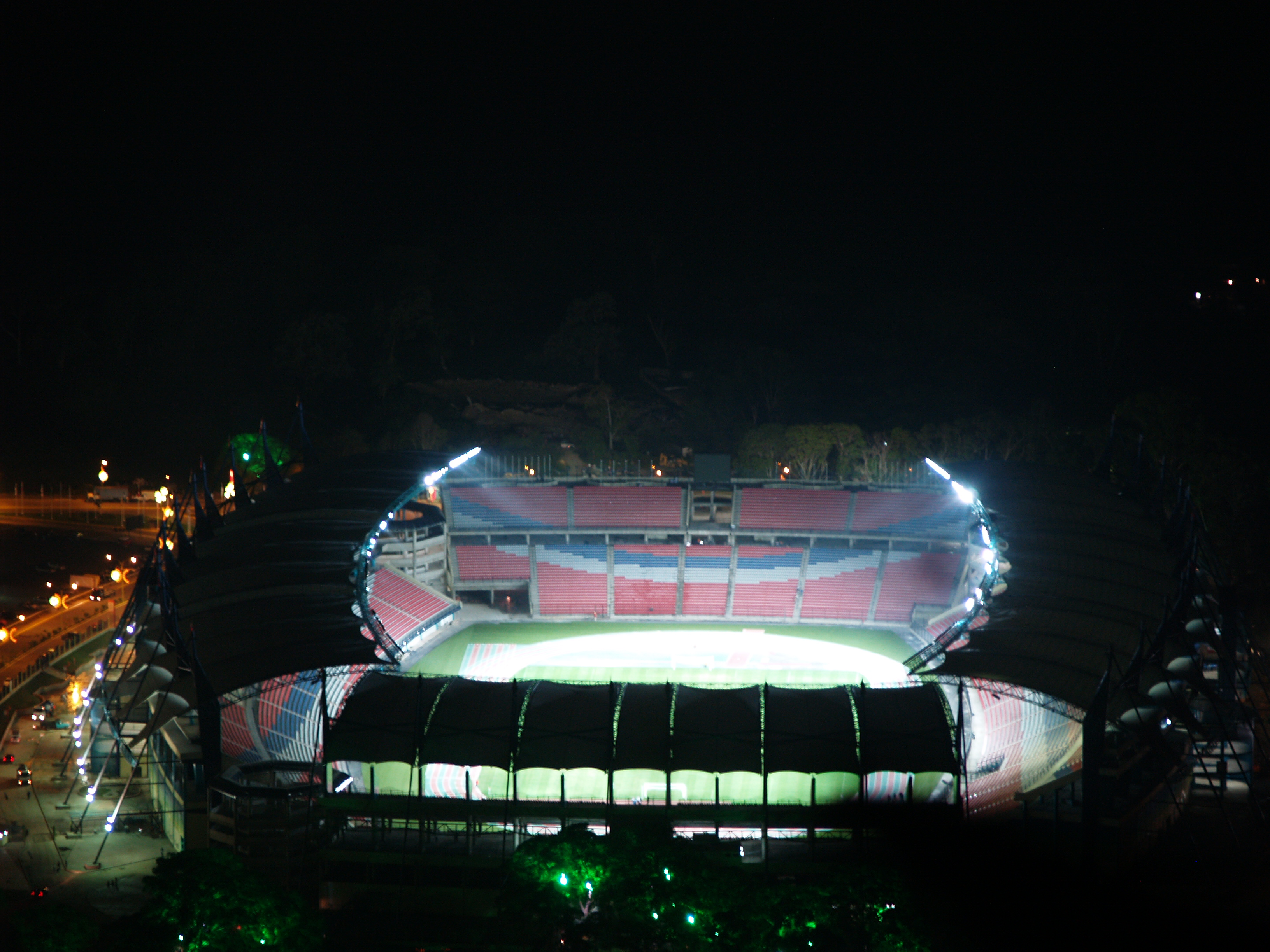
Estadio Metropolitano de Mérida (Venezuela)

La il·luminació és l'acció o efecte d'il·luminar, una tècnica que es relaciona amb el conjunt de dispositius que s'instal·len amb l'objectiu de produir certs efectes lluminosos, pràctics i decoratius. Amb la il·luminació es pretén aconseguir un nivell de luminància adequat a l'ús que cal en un espai determinat. Aquest espai dependrà de la tasca que els usuaris hagin de realitzar. Dins l'àmbit religiós, es denomina "il·luminació" a l'esclariment interior místic experimental o racional.

## Il·luminació fílmica
Hi ha tres elements que condicionen la il·luminació fílmica:
- El moviment dels actors i objectes davant la càmera.
- La successió d'un pla a un altre i la continuïtat de llum entre els dos.
- La rapidesa de successió dels plans.

## Estils d'il·luminació
De taquesQuan el decorat està escassament il·luminat per una dèbil llum difusa, el conjunt de taques lluminoses es distribueixen per les superfícies i els perfils d'aquest.
de zonesEs crea una sèrie escalonada de zones de llum que va de major a menor intensitat. És una manera de captar l'atenció: es crea un ambient on la distància entre aquestes zones es percep millor.
De massesImita l'efecte natural de la llum.

## Tipus de llum
Segons el seu origen:

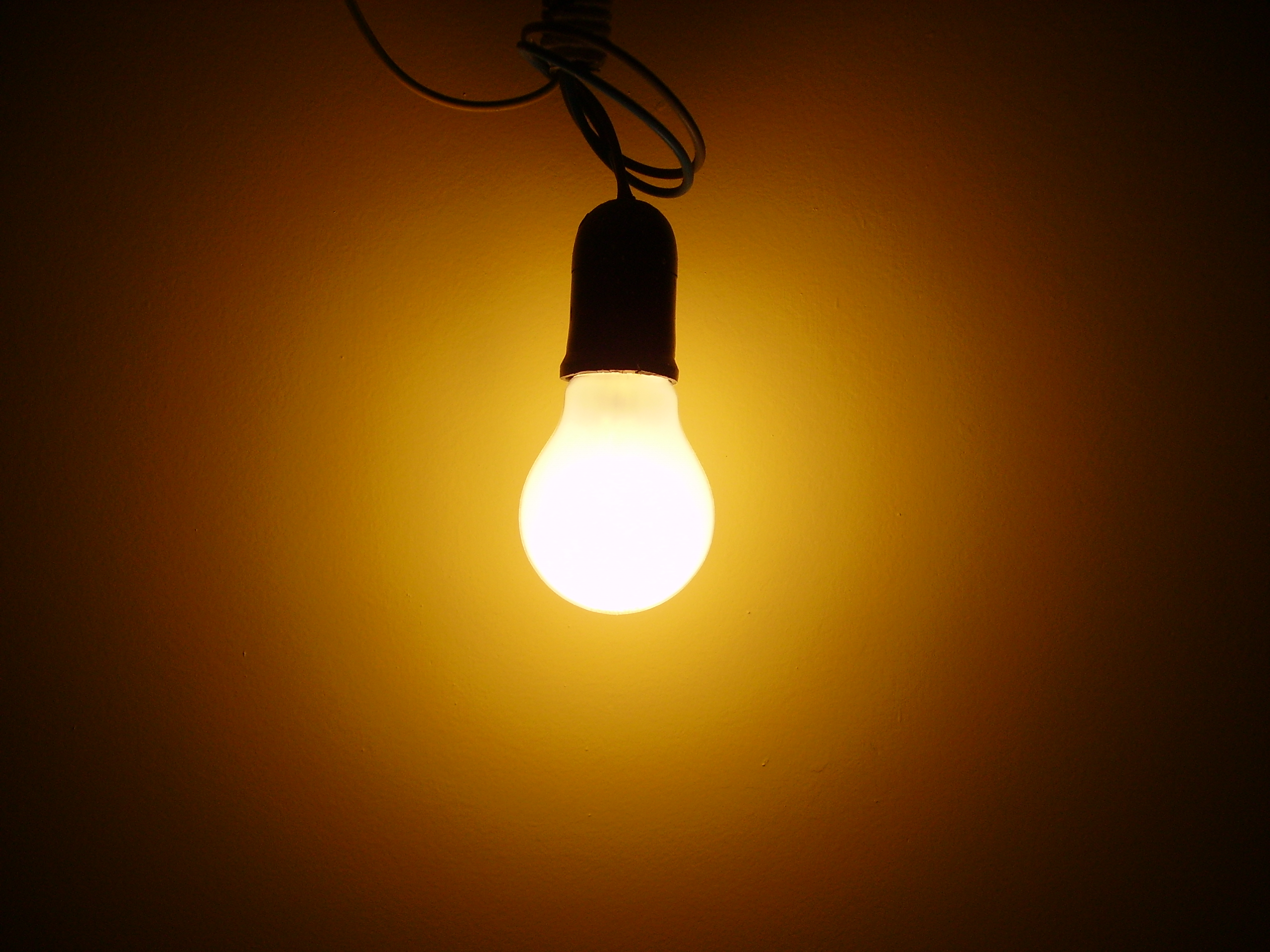
Bombeta

1. Llum natural: és aquella llum que percebem a través de la claror del dia. D'aquesta il·luminació hi ha diferents tipus, els quals es divideixen segons la temperatura que consignen.
2. Llum artificial: és aquella que prové de llums leds, etc.

Segons la seva naturalesa:
1. Llum difusa: s'obté mitjançant difusors i produeix unes ombres de cantonades molt difoses que produeixen un efecte uniforme. Imita o reforça efectes naturals de la llum de l'ambient.
2. Llum dura: produeix ombres ben delimitades dels objectes. Amb aquesta llum s'aconsegueix el modelat del volum i el dibuix dels seus contorns.
3. Llum frontal: produeix un efecte d'aplanament dels objectes, per bé que augmenta la quantitat de detalls, n'anul·la la textura. Els colors es reprodueixen amb gran brillantor. La llum que ens arriba de darrere la càmera crea un efecte frontal en el subjecte. És la posició bàsica (i infal·lible) per fer una fotografia. Aquesta posició permet captar perfectament un bonic cel blau de fons.

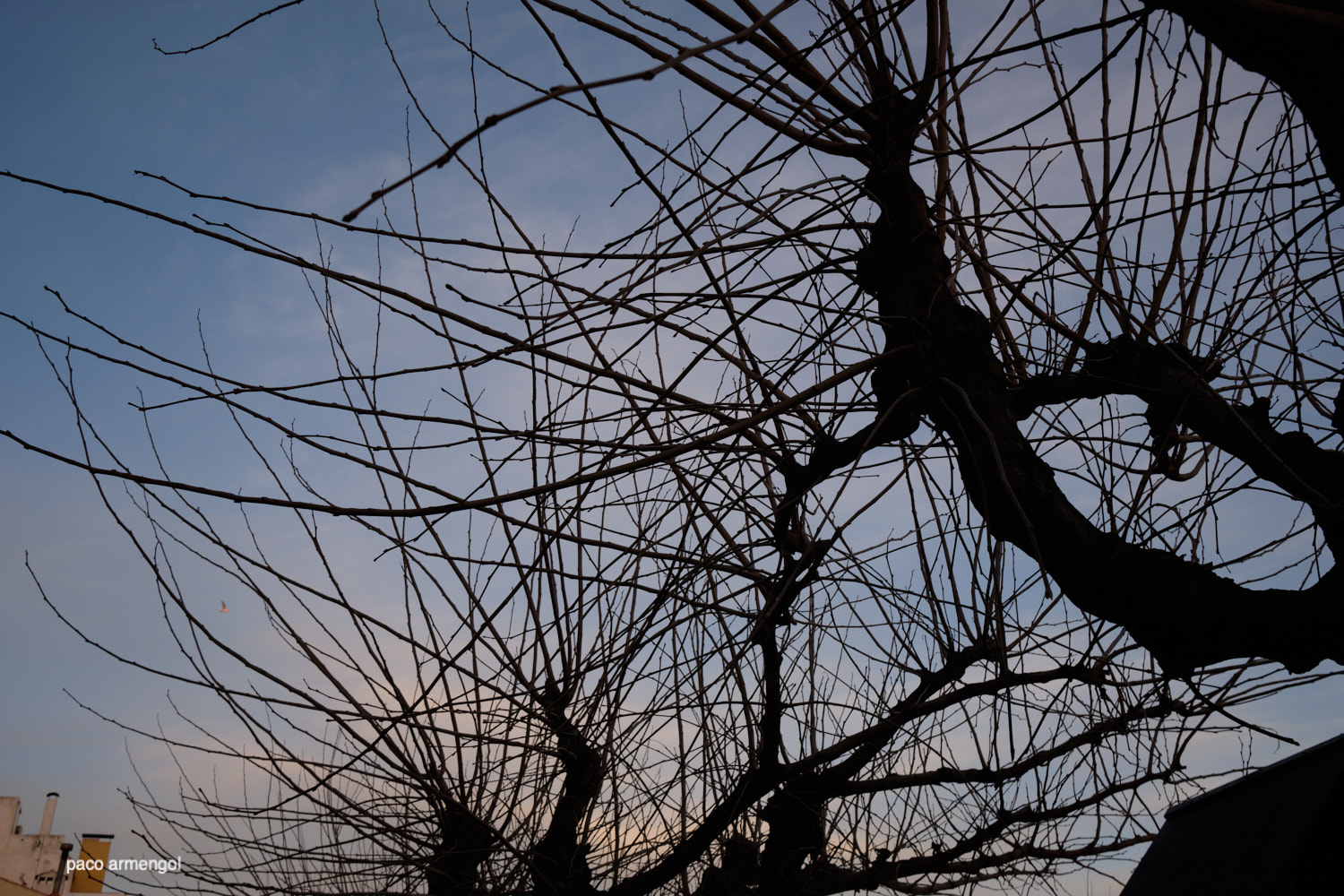
Contrallum

4. ContrallumContrallum: és un recurs utilitzat per fer fotografies quan volem captar una escena on hi ha la llum al davant amb la intenció que la imatge quedi totalment fosca i només es puguin veure les siluetes. Podem trobar fotografies on la font de llum queda coberta per l'objecte i altres objectes que produeixen un efecte d'enllumenat directe que percebem a través de la fotografia. El resultat és una fotografia amb els colors anul·lats, amb algunes zones molt clares i altres molt fosques.
5. Pla zenital: és aquell on l'òptica de la càmera de televisió, cinematogràfica o de fotografia, es troba perpendicular a terra i la imatge obtinguda ofereix un camp de visió orientat de dalt a baix. Aquest pla s'utilitza força en fotografia, però també en la realització de televisió i en la direcció cinematogràfica.
6. Llum lateral: els objectes prenen una forma i textura d'una qualitat tridimensional. Les ombres són accentuades, de manera que el contrast és més alt. La llum lateral es pot utilitzar per crear ombres dramàtiques sobre superfícies (per exemple: murs) i crear una atmosfera. La llum lateral és atractiva i generalment s'utilitza per aconseguir un gran efecte; un tipus d'il·luminació que es troba al principi i al final del dia. És un recurs emprat en fotografia força comú que veiem moltes vegades a les pel·lícules. El principal desavantatge d'utilitzar aquesta il·luminació és el fet que poden perdre's les ombres en algunes àrees de la imatge i es pot produir imperfeccions com ara arrugues. En els retrats fotogràfics, per exemple, generalment s'utilitza més en els homes que en les dones, ja que tenen una aparença més dura (especialment en el cas que les ombres no tinguin un marge suavitzat).

### Il·luminació en els centres de treball
La fatiga visual s'ocasiona si els llocs de treball i les vies de circulació no disposen de prou il·luminació, ja sigui natural o artificial. Aquest estat es produeix més sovint durant la nit.
Les instal·lacions d'il·luminació dels locals, dels llocs de treball i de les vies de circulació haurien d'estar col·locades de tal manera que el tipus d'il·luminació previstos no suposi un risc d'accident per als treballadors.
Els locals, els llocs de treball i les vies de circulació on els treballadors estan particularment exposats a riscos d'avaries d'il·luminació artificial, han de comptar amb un enllumenat d'emergència d'intensitat suficient.
La il·luminació deficient ocasiona fatiga visual als ulls, perjudica el sistema nerviós, ocasiona una deficient qualitat de treball i és responsable d'una bona part dels accidents de treball. Així doncs, un sistema d'il·luminació ha de complir els següents requisits:
- La il·luminació ha de ser suficient per a cada tipus de treball.
- La il·luminació ha de ser constant i uniformement distribuïda per evitar la fatiga dels ulls, que han d'acomodar-se a la intensitat variable de la llum. Cal evitar contrastos violents de llum i ombra i les oposicions de clar i fosc.
- Els  focus lluminosos han d'estar col·locats de manera que no enlluernin ni produeixin fatiga a la vista a causa de les constants acomodacions.

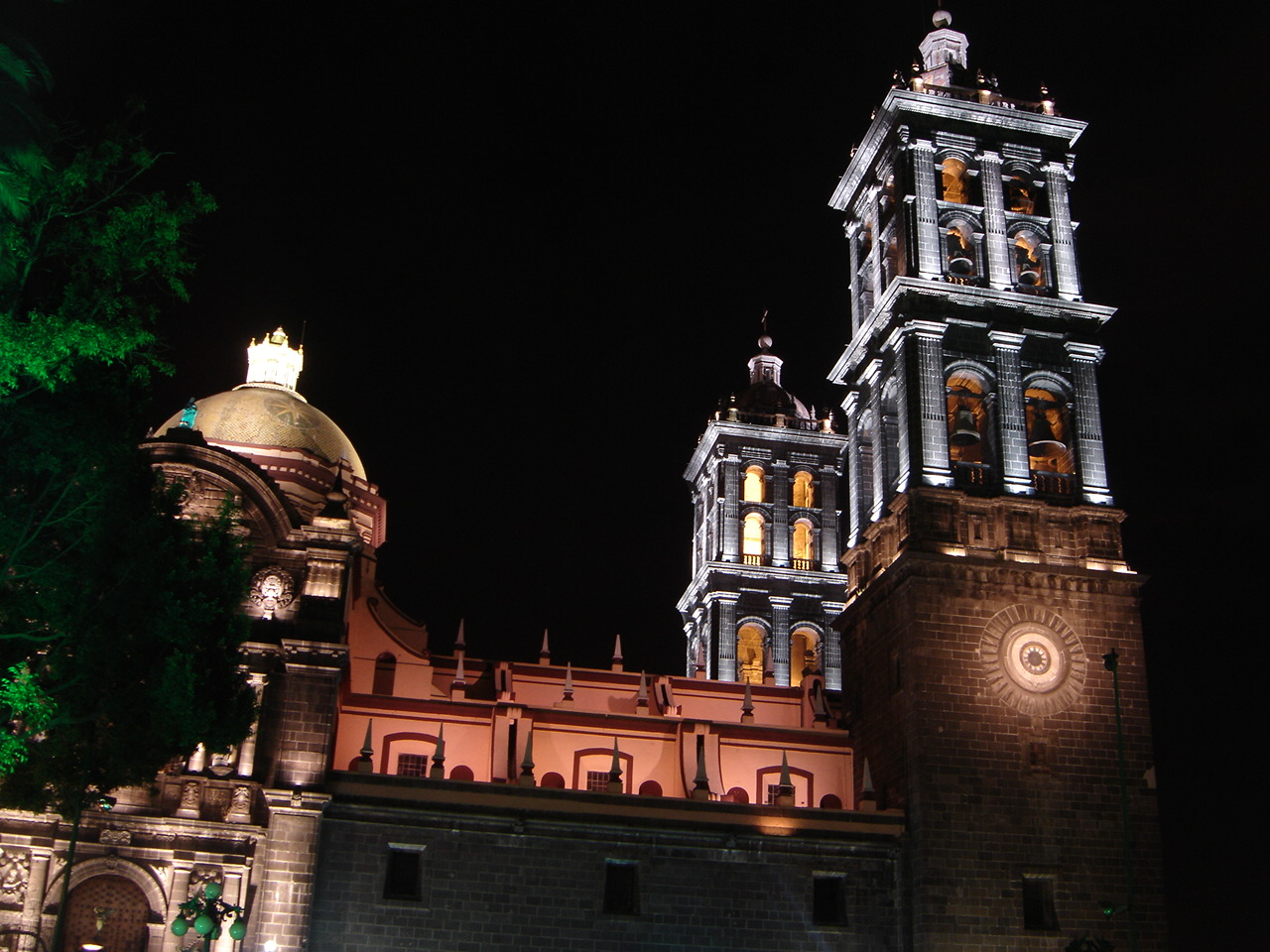
Catedral de Puebla (Mexic)

## Mesura
La mesura de la llum o fotometria s'ocupa normalment de la quantitat de llum útil que arriba a una superfície o de la quantitat de llum que surt d'una làmpada o altra font de llum, així com els colors que pot emetre. L'ull humà respon de forma diferent a les diferents parts de l'espectre visible: per tenir-ho en compte cal utilitzar la funció de lluminositat, que descriu la relació entre la sensació de llum humana i el concepte físic de llum. Existeixen diferents magnituds i unitats de mesura relacionades amb diferents aspectes de la llum, agrupades bàsicament en aquelles que mesuren l'energia associada a la llum (magnituds de radiació) i les que tenen en compte la percepció per l'ull humà utilitzant la funció de lluminositat (magnituds fotomètriques). Entre aquestes darreres troben la intensitat lluminosa, que mesura la llum en una direcció concreta i es mesura en candeles, la luminància, que mesura la quantitat de llum emesa que travessa una superfície plana perpendicular a la direcció d'emissió i s'expressa en candeles per metre quadrat (cd/m²), o la Il·luminació, que mesura la quantitat de llum que incideix sobre una superfície i es mesura en lux.

## Propietats del color
Per definir la llum i les propietats de l'origen del color, la indústria de la il·luminació es basa en dos paràmetres: d'una banda, la temperatura de color correlacionada (CCT) que s'usa generalment com un indici que marca l'aparença de "calor" o "fredor" de la llum emesa per una font; i de l'altra, l'índex de reproducció cromàtica (CRI): una indicació que determina la quantitat de llum que pot oferir la font per fer que els objectes semblin naturals.

## Exposició a la llum
Normalment la llum es mesura amb un dosímetre. Els Dosímetres mesuren l'exposició d'un individu o d'un objecte a alguna cosa en el medi ambient, com els dosímetres de llum i els dosímetres de radiació ultraviolada.
Per tal de mesurar específicament la quantitat de llum que entra per l'ull, s'ha desenvolupat un mesurador de llum circadiària personal anomenat Daysimeter. Aquest és el primer dispositiu creat per fer mesures precises i caracteritzar la llum (la intensitat, l'espectre, el temps i la durada) que entra per l'ull que afecta el rellotge del cos humà. Aquest petit dispositiu mesura el descans diari d'un individu i els seus patrons d'activitat, així com l'exposició a la llum circassiana - la llum d'ona curta, sobretot la llum natural del cel blau - que estimula el sistema circassià.

## Mètodes d'il·luminació
Il·luminació descendentÉs la més comuna en instal·lacions encastades al sostre (de biaix o a la baixa). Aquest tipus d'il·luminació tendeix a ser el mètode més utilitzat tant en oficines com en llars. Encara que és fàcil de dissenyar, té problemes pràctics amb l'enlluernament i l'excés de consum d'energia a causa del gran nombre d'accessoris.
Il·luminació frontalÉs la menys comuna que s'usa per fer rebotar cap avall la llum indirecta al sostre. S'usa en la il·luminació de les aplicacions que requereixen un enlluernament mínim i uniforme dels nivells d'il·luminació generals. La il·luminació frontal (indirecta) utilitza una superfície per reflectir la llum difusa en un espai que pot reduir al mínim l'enlluernament que incapacita les pantalles d'ordinador i altres superfícies fosques brillants. Es dona una presentació més homogènia de la sortida de llum en funcionament. No obstant això, la il·luminació indirecta és totalment dependent del valor de reflectància de la superfície.
Front d'il·luminacióTambé és força comuna, però es veu el subjecte de forma plana: les ombres gairebé no són visibles. La il·luminació de la cara és la menys comuna, ja que tendeix a produir un enlluernament a prop del nivell de l'ull. La il·luminació de fons ja sigui al voltant o a través d'un objecte és principalment per accent.